# Lanouée
Lanouée (bretonisch: Lannoez, Gallo: Lanoés) ist eine Commune déléguée in der französischen Gemeinde Forges de Lanouée mit 1.756 Einwohnern (Stand 1. Januar 2022) im Département Morbihan in der Region Bretagne.

## Geographie
Lanouée liegt im Norden des Départements Morbihan und gehört zum Pays de Josselin.
Nachbarorte sind Les Forges im Nordwesten und Norden, La Grée-Saint-Laurent im Osten, La Croix-Helléan und Josselin im Südosten, Guégon im Süden und Südwesten sowie Pleugriffet im Westen.
Der Ort selber liegt an einem Kreuzungspunkt zahlreicher Straßen. Die wichtigsten darunter sind die D155 und D157. Die D778 von Josselin nach Loudéac westlich und die D793 von Josselin nach Dinan östlich von Lanouée sind regionale Straßenverbindungen. Die wichtigste überregionale Verbindung ist die N 24, welche nur rund fünf Kilometer südlich der Gemeinde verläuft. Der nächstgelegene Anschluss an diese ist westlich von Josselin.
Die bedeutendsten Gewässer sind der Fluss Oust, der hier kanalisiert Canal de Nantes à Brest genannt wird sowie die Bäche Crasseux, Galourais und Prés Jallais. Diese bilden teilweise die Gemeindegrenze. Zudem gibt es zahlreiche kleine Teiche auf dem Gemeindegebiet. Ein kleiner Teil des Gemeindeareals ist von Wald bedeckt. Die größten Waldgebiete sind der Bois de Bas, Bois des Grignars und kleine Anteile am Forêt de Lanouée.

## Geschichte
Die Gemeinde gehört historisch zur bretonischen Region Bro-Sant-Maloù (frz. Pays de Saint-Malo) und innerhalb dieser Region zum Gebiet Porc'hoed (frz. Porhoët) und teilt dessen Geschichte. Von 1801 bis zu dessen Auflösung am 10. September 1926 gehörte sie zum Arrondissement Ploërmel. Von 1793 bis 1801 war Lanouée (damals La Nouée) Hauptort des Kantons Lanouée. Seither ist der Ort dem Kanton Josselin zugeteilt. 1883 spaltete sich die Gemeinde Les Forges von Lanouée ab.
Die Gemeinde Lanouée wurde am 1. Januar 2019 mit Les Forges zur Commune nouvelle Forges de Lanouée zusammengeschlossen. Sie hat seither den Status einer Commune déléguée. 

## Bevölkerungsentwicklung
| Jahr      | 1962 | 1968 | 1975 | 1982 | 1990 | 1999 | 2006 |
| Einwohner | 1845 | 1809 | 1710 | 1731 | 1637 | 1644 | 1637 |

## Sehenswürdigkeiten
- Kirche Saint-Pierre aus dem 12. und 15. Jahrhundert; im 19. Jahrhundert restauriert
- Kapelle Saint-Mélec aus dem 17. und 18. Jahrhundert in Pomeleuc (auch Pommeleuc oder Pont-Meleuc genannt)
- Kapelle Saint-Hubert aus dem Jahr 1756 im Ortszentrum von Lanouée
- Kreuz aus dem 16./17. Jahrhundert auf dem Dorffriedhof
- Herrenhäuser Quelneuf (auch Quelenneuc;15. Jahrhundert), La Tertraie (auch La Tertrée;17. Jahrhundert) und Les Aulnais (17./18. Jahrhundert)
- Haus in Coudray aus dem Jahr 1630
- alte Windmühlen in Les Fouillets, Trénédo und La Tertrée sowie alte Wassermühlen in Brelin, Cadoret, Neuf, Secouet, Trénédo und La Tertrée
- Überreste der alten Römerstraße von Vannes nach Corseul

Quellen: